# PeaZip
PeaZip — свободный (GNU Lesser General Public License) и бесплатный кроссплатформенный архиватор и графическая оболочка для других архиваторов.
Исходный код программы написан на Free Pascal и собран в Lazarus. PeaZip распространяется для Windows 9x, Windows NT (в том числе и для свободной, большей частью совместимой с Windows NT операционной системы ReactOS) и Linux, как в инсталляционных пакетах (установка для Windows, DEB, RPM, TGZ), так и в портативных версиях, которые не вносят никаких изменений в операционную систему.
PeaZip поддерживает собственный формат архивов Pea (с поддержкой сжатия, многотомных архивов, гибкой системы шифрования и контроля целостности) и другие форматы, используя для многих из них внешние программы и библиотеки.
Проект находится на SourceForge.net, откуда он был скачан, по состоянию на апрель 2013 года, более 3,7 миллиона раз, а на январь 2022 года - более 6 миллионов раз.

## Детали
PeaZip представляет собой пользовательский интерфейс, объединяющий следующие утилиты, распространяемые как open source или royalty-free:
- исполняемый файл Pea (графический) от автора PeaZip;
- исполняемый файл архиватора 7z Игоря Павлова или POSIX-портированную под Linux версию 7z от Myspace (см. 7-Zip);
- исполняемые файлы PAQ8 и LPAQ: автор Matt Mahoney и другие;
- QUAD, BALZ, BCM Ильи Муравьева[9];
- утилиты GNU strip[10] и UPX;
- файлы UNACEV2.DLL 2.6.0.0 (royalty-free UNACEV2.DLL license) и UNACE для Linux (royalty-free UNACE for Linux license), автор Marcel Lemke, ACE Compression Software.

Большинство упомянутых утилит может быть запущено как в режиме консоли, так и посредством графической оболочки, имеющей дружественный интерфейс пользователя.
Текущая версия программы обладает следующими недостатками:
- Кодировка UTF-8 поддерживается пользовательским интерфейсом не полностью;
- Оболочка программы устанавливает больший приоритет процессу сжатия/распаковки, чем интерфейсу, поэтому интерфейс во время операций может реагировать на действия пользователя с задержкой. Из-за этого индикатор прогресса в консоли программы более информативен, чем индикатор прогресса в графической оболочке.

## Поддерживаемые форматы

### Полная поддержка
- 7z
- 7z-sfx
- FreeArc's ARC/WRC
- bzip2: bz2, tar.bz2, tbz, tb2
- gzip: gz, tar.gz, tgz
- PAQ8F/JD/L/O, LPAQ, ZPAQ
- PEA
- QUAD/BALZ/BCM
- split (.001)
- tar
- UPX
- WIM
- XZ
- ZIP

### Частичная поддержка (распаковка, просмотр, тест архива)
ACE, ARJ, CAB, CHM, COMPOUND файлы (MSI, DOC, PPT, XLS…), CPIO, DEB, ISO CD/DVD образы, Java-архивы (JAR, EAR, WAR), LZH, LZMA, NSIS установщики, форматы OpenOffice.org, PET/PUP (Puppy Linux installers), PAK/PK3/PK4, RAR, SMZIP, RPM, U3P, XPI, Z, ZIPX, Zstandard.